# Cratere Franz
Franz è un cratere lunare intitolato all'astronomo tedesco Julius Heinrich Franz. Si trova su bordo orientale del Sinus Amoris, una baia che forma l'estensione nord del Mare Tranquillitatis. È posto a sudovest del grande cratere Macrobio. A nord si trova il più piccolo cratere Carmichael, mentre a nordovest si osserva il cratere Teofrasto.
Il bordo di questo cratere è stato eroso a causa di impatti successivi, tuttavia mantiene ancora in parte la sua originale forma circolare. Il fondale interno è stato inondato dalla lava, lasciando soltanto delle strette pareti interne e una piccola parte del bordo. Il fondale ha la stessa albedo del terreno circostante, e non è scuro come la superficie del mare lunare a nord e ad ovest. Confinante con la parte esterna del bordo orientale c'è "Proclus E", una formazione dovuta alla fusione di due crateri. Il cratere Proclus si trova ad est della Palus Somni.